# Сино (графство)
Сино (англ. Sinoe) — одно из графств Либерии. Административный центр — город Гринвилл.

## География
Расположено на востоке центральной части страны. Граничит с графствами: Гранд-Кру (на юго-востоке), Ривер-Ги (на востоке), Гранд-Джиде и Нимба (на севере), Ривер-Сесс (на западе). На юге омывается водами Атлантического океана. Площадь составляет 10 133 км².
На территории графства находится национальный парк Сапо.

## Население
Население по данным на 2008 год — 104 932 человека; средняя плотность населения — 10,36 чел./км².
Динамика численности населения графства по годам:
| 1984   | 1986   | 2008    | 2013    |
| ------ | ------ | ------- | ------- |
| 64 147 | 65 400 | 104 932 | 112 212 |

## Административное деление
В административном отношении делится на 17 округов:
- Боди (Bodae)
- Бокон (Bokon)
- Бутау (Butaw)
- Дагбэ-Ривер (Dugbe River)
- Гринвиль (Greenville)
- Джиди (Jaedae)
- Джидепо (Jaedepo)
- Джуарзон (Juarzon)
- Кпаян (Kpayan)
- Кулу-Шоу-Бо (Kulu Shaw Boe)
- План-Ньярн (Plahn Nyarn)
- Паинс-Таун (Pynes Town)
- Санкин №1 (Sanquin District 1)
- Санкин №2 (Sanquin District 2)
- Санкин №3 (Sanquin District 3)
- Сикон (Seekon)
- Веджа (Wedjah)